# آندرئا اسکوتی
آندرئا اسکوتی (ایتالیایی: Andrea Scotti؛ زادهٔ ۲۷ اوت ۱۹۳۱) بازیگر اهل ایتالیا است.
از فیلم‌هایی که وی در آن نقش داشته‌است، می‌توان به سه غریبه در رم، ارتباط ایتالیایی، زندان زنان، قاتل نه صندلی رزرو کرد، جنگو، آماده مرگ باش، مردی با چهره عجیب به‌دنبال توست تا تو را بکشد، دن کامیلو: عالی‌جناب و بسیار لذت‌بخش، کاملاً مرده اشاره کرد.